# Эмблема Африканского союза
Эмбле́ма Африка́нского сою́за состоит из контурного изображения континента Африка на белом фоне, золотого круга как бы в рамке, с обеих сторон обрамляемого ветвями пальмы — символа мира.
Золотой круг символизирует богатство Африки и яркое будущее, в то время как зелёный круг представляет африканские надежды и стремление, белый цвет представляет чистоту желания Африки иметь подлинных друзей во всем мире. Простая карта Африки без границ во внутренних кругах представляет африканское единство, а маленькие красные звенья колец в основании эмблемы — символы африканской солидарности и цена пролитой за освобождение Африки крови.